# Aborto en Bután
El aborto en Bután solo es legal cuando es resultado de una violación, incesto, para preservar la salud mental de la mujer o para salvar su vida. A pesar de esto, el informe de las Naciones Unidas sobre el aborto señala que el estatus exacto de la ley en el país es incierto: «Debido a que la religión estatal de Bután es el budismo, que desaprueba el aborto, es probable que el procedimiento solo esté permitido a salvar la vida de la mujer embarazada».

## Impacto
Como es complicado para las mujeres abortar en Bután, a menudo cruzan la frontera hacia la India, donde se practican abortos en condiciones inseguras. El peligro y las muertes resultantes han llevado a muchas personas a presionar por la legalización y despenalización de esta práctica para las mujeres butanesas.
Debido a la condición de Bután como estado budista, el conjunto de la sociedad puede determinar esta práctica como «pecaminosa». Además, la actitud de la población respecto al aborto también se ha visto influenciada por el cristianismo, el hinduismo y las creencias heredadas de la colonización británica de la vecina India —si bien Bután nunca llegó a ser colonizado—. En este contexto, y tras la pandemia de COVID-19 que impidió el acceso a las píldoras abortivas de la India, el activismo en línea a favor del aborto ha visto un crecimiento desde principios de la década de 2020.

## Estimaciones
De acuerdo a estimaciones del Instituto Guttmacher, en Bután la tasa de embarazos no deseados se redujo en un 37 % entre 1990-1994 y 2015-2019. A su vez, el mismo período experimentó un aumento en el índice de abortos del 18 %. La proporción de embarazos no deseados que fueron interrumpidos aumentó del 37 % al 68 %. Entre 2015 y 2019 hubo una media de 22 200 embarazos a nivel anual, de los cuales 9500 fueron no deseados y 6400 terminaron en aborto.